# Johann Hieronymus Schröter
Johann Hieronymus Schröter (Erfurt, 30 de agosto de 1745 — Lilienthal, 29 de agosto de 1816) foi um astrônomo alemão.

## Vida
Schröter nasceu em Erfurt e estudou direito na Universidade de Göttingen de 1762 até 1767, após o que iniciou uma prática jurídica de dez anos.
Em 1777 foi nomeado Secretário da Câmara Real de Jorge III em Hanôver, onde conheceu dois dos irmãos de William Herschel. Em 1779 ele adquiriu um refrator acromático de três pés de comprimento (91 cm, quase um metro) com lente de 2,25 polegadas (57 mm) (50 mm) para observar o Sol, a Lua e Vênus. A descoberta de Urano por Herschel em 1781 inspirou Schröter a seguir a astronomia mais a sério, e ele renunciou ao cargo e tornou-se magistrado-chefe e governador distrital de Lilienthal.
Em 1784 pagou 31 Reichsthaler (cerca de 600 euros de hoje) por um refletor Herschel de 122 cm de distância focal e 12 cm de abertura. Ele rapidamente ganhou um bom nome de seus relatórios observacionais em revistas, mas não ficou satisfeito e, em 1786, pagou 600 Reichstaler (o equivalente a seis meses de ganhos) por um refletor de abertura de 214,16 cm de distância focal de 5 cm com oculares permitindo até 1 200 de ampliação, e 26 Thaler por um micrômetro de parafuso. Com isso, observou sistematicamente Vênus, Marte, Júpiter e Saturno.
Schröter fez extensos desenhos das características de Marte, mas curiosamente ele sempre estava erroneamente convencido de que o que ele estava vendo eram meras formações de nuvens em vez de características geográficas. Em 1791 publicou um importante estudo inicial sobre a topografia da Lua intitulado Selenotopographische Fragmente zur genauern Kenntniss der Mondfläche. A escala visual de albedo lunar desenvolvida neste trabalho foi mais tarde popularizado por Thomas Gwyn Elger e agora leva seu nome. Em 1793, ele foi o primeiro a notar a anomalia de fase de Vênus, agora conhecida como efeito Schröter, onde a fase parece mais côncava do que a geometria prevê.
Seus dois famosos astrônomos assistentes foram Karl Ludwig Harding (1796–1805) e Friedrich Wilhelm Bessel (1806–1810).
Em 1813, sofreu as perturbações das Guerras Napoleônicas: sua obra foi arruinada pelos franceses sob o comando de Vandamme, que destruiu seus livros, escritos e observatório. Ele nunca se recuperou da catástrofe.
Seus desenhos de Marte não foram redescobertos até 1873 (por François J. Terby) e não foram publicados até 1881 (por H. G. van de Sande Bakhuyzen), bem depois de sua morte.
Foi eleito membro da Academia Real das Ciências da Suécia em 1794 e eleito membro da Royal Society em abril de 1798.
A cratera lunar Schröter e a cratera marciana Schroeter são nomeadas em sua homenagem, assim como Vallis Schröteri (Vale de Schröter) na Lua.